# Chapelle du château de Chambord
La chapelle du château de Chambord est une chapelle insérée dans la tour ouest du château de Chambord situé dans le département de Loir-et-Cher en région Centre-Val de Loire.

## Localisation
La chapelle est située dans la tour ouest du château de Chambord, au premier étage.

## Histoire
La construction de la chapelle débute probablement en 1546, peu avant la mort (survenue en mars 1547) du roi de France François Ier.
La construction se poursuit dès 1547 sous le règne du roi de France Henri II et la supervision de Claude de Bombelles, par l'élévation d'un second étage.
Une première couverture semble avoir été réalisée dès 1549 mais vraisemblablement démontée pour être transférée en 1570 vers l'église Saint-Solenne de Blois, sous le règne du roi de France Charles IX.
La chapelle n'est achevée qu'en 1685 sous le règne du roi de France Louis XIV et la direction de Jules Hardouin-Mansart.